# Gunachli (Chamakhi)
Gunachli est un village de la région de Şamaxı en Azerbaïdjan.

## Géographie
Le village de Gunachli de la région de Şamaxı est situé dans la circonscription administrative du village de Gunachli.

## Économie
La principale occupation de la population du village est l'agriculture et l'élevage.

## Population
Selon les statistiques de 2009, la population du village est de 646 personnes.

## Culture
Il y a une école secondaire, une bibliothèque, un centre médical, un cinéma, le monument en l'honneur des compatriotes morts pendant la Seconde Guerre mondiale et un club dans le village.